# Aspendale
Aspendale ist ein Stadtteil im Südosten der australischen Metropole Melbourne.

## Geschichte
Vor der Besiedelung durch die Europäer im 19. Jahrhundert war die Gegend von Aborigines vom Stamm der Bunurong bewohnt. Damals bestand die Gegend aus Sümpfen, aus denen an der Küste große Sanddünen herausragten. Die Weißen legten den Großteil des Gebiets trocken und trugen die Sanddünen ab, um Land zu gewinnen.
In den 1870er Jahren wurde in der Gegend eine Pferderennbahn eröffnet. Der Besitzer benannte sie nach einem seiner Pferde, Aspen, in Aspendale Park Racecourse, wovon der heutige Name des Stadtteils abstammt. Die Rennbahn wurde in den 1920er Jahren geschlossen. Noch heute sind mehrere Straßen nach Rennpferden benannt.
Ab den 1960er Jahren entwickelte sich der Stadtteil, als viele neue Wohnhäuser gebaut wurden. Heute ist er beinahe ausschließlich von Wohngebieten geprägt.